# La Famille Martin
La Famille Martin est le 18e roman de David Foenkinos. Il est paru le 1er octobre 2020 aux éditions Gallimard. Il raconte l'histoire d'un écrivain en panne d'inspiration qui écrit sur la première personne qu'il trouve dans rue. 
Le récit est très humoristique, a beaucoup de second degré et d'autodérision. Cet humour a globalement été salué par la presse,.  

## Présentation

### Scénario
Le roman narre à la première personne l'histoire d'un écrivain (qui semblerait être l'auteur par des références envers ses anciennes œuvres comme l'évocation de personnages de La Délicatesse, le huitième roman de David Foenkinos dont le narrateur se demande « s'ils sont heureux loin de son roman ») en panne d'inspiration qui décide d'écrire sur la première personne qu'il trouve dans la rue. Il tombera alors sur Madeleine Tricot, une octogénaire sémillante tirant un caddie violet , dont il décrira la vie mais aussi celle de sa famille, la famille Martin. 

### Personnages
- Madeleine Tricot : Elle a d'abord une aventure avec Yves Grimbert mais celui-ci part aux États-Unis pour des raisons mystérieuses, elle rencontre ensuite René avec qui elle a deux filles : Valérie et Stéphanie. Elle est très intéressée par l'idée du narrateur de lui faire une biographie et se confie beaucoup sur sa vie et sa famille.
- Valérie Martin : Fille de Madeleine, elle l'aide souvent et prend soin d'elle. Pour ne pas mettre de pression sur sa mère, elle décide que le narrateur doit aussi écrire sur sa famille. Elle n'est pas très épanouie. Avec son mari, elle a deux enfants.
- Stéphanie : Sœur de Valérie, elle vit à l'étranger et est en froid avec Valérie.
- Patrick Martin : Mari de Valérie, il travaille dans les assurances où il est tyrannisé par Desjoyaux. Il est assez dubitatif qu'on fasse une biographie sur lui. Avec Valérie, ils ont deux enfants.
- Jérémie Martin : Fils de Valérie et Patrick. Le narrateur le décrit tout d'abord comme l'adolescent générique, endormi et indolent. Au fil de livre, Jérémie s'ouvre à lui et l'aide dans son récit, mais il n'a pas confiance en lui et raconte des anecdotes complètement inventées. À la fin, le narrateur l'aide dans ses études.
- Lola Martin : Fille de Valérie et Patrick. Elle est assez secrète et dans les nuages et ne veut pas que le narrateur écrive sur elle. Toutefois, au milieu, elle lui confie une mission.

## Thématique
David Foenkinos raconte dans ce livre une habitude qu'il remarque chez les gens : ils veulent qu'on raconte leur vie. Sur cette base, il parle aussi de la page blanche et du manque d'idée et de comment être à la page,.